# Liste d'artistes de metal chrétien

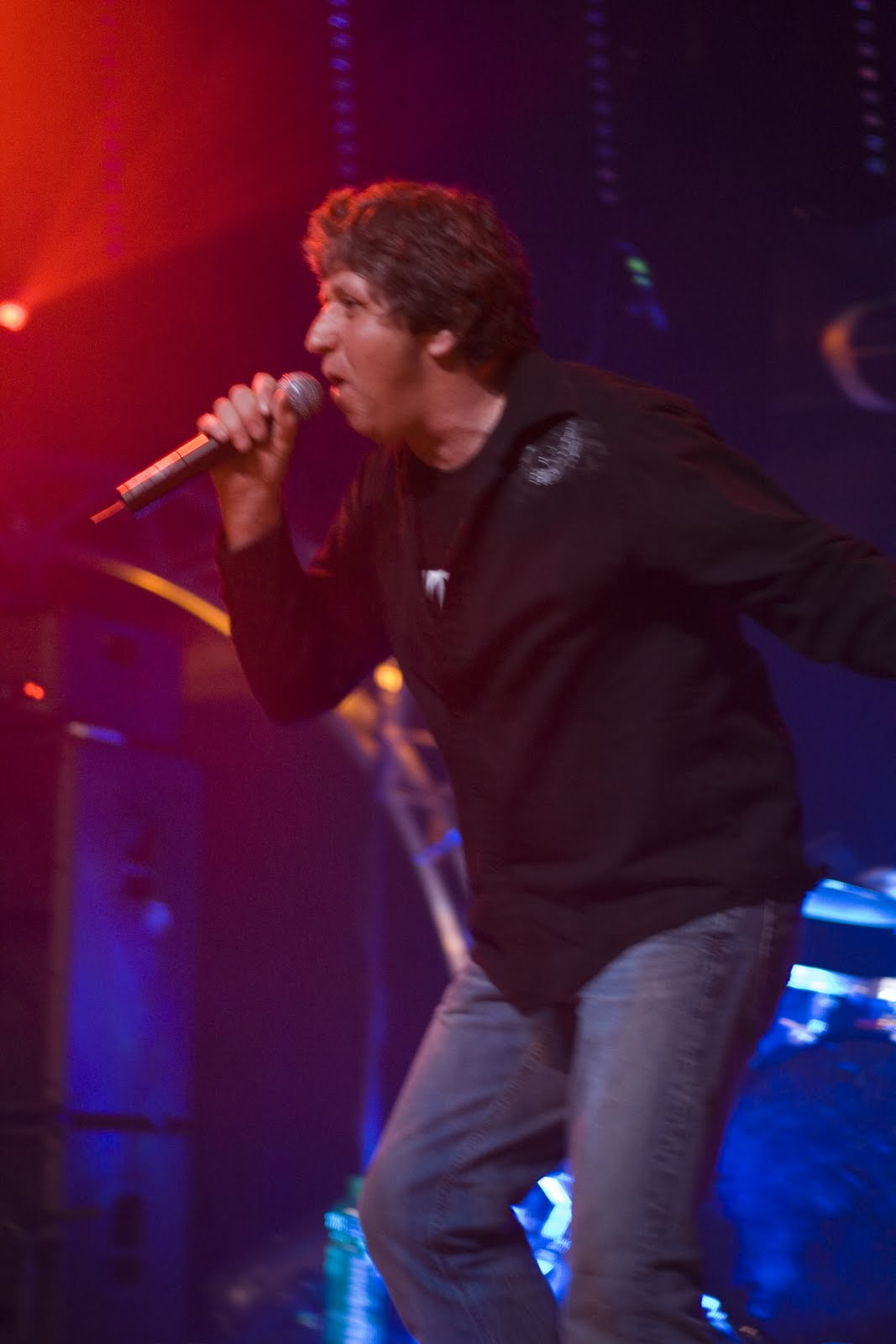
Scott Wenzel chanteur du groupe de métal chrétien Whitecross.

La liste suivante comprend des artistes de metal chrétien.
| Nom                       | Pays             | Genre(s)                                                                                                |
| ------------------------- | ---------------- | --- |
| A Hill to Die Upon        | États-Unis       | Blackened death metal,, unblack metal, death metal                                                      |
| Antestor,                 | Norvège          | Unblack metal,, death metal, death-doom                                                                 |
| As I Lay Dying,           | États-Unis       | Metalcore,, metalcore mélodique                                                                         |
| As They Sleep,            | États-Unis       | Death metal,, death metal technique, metalcore, deathcore, thrash metal                                 |
| August Burns Red          | États-Unis       | Metalcore,                                                                                              |
| Barren Cross,             | États-Unis       | Glam metal                                                                                              |
| Becoming the Archetype,   | États-Unis       | Death metal,, metal progressif,, metalcore, deathcore                                                   |
| Before Their Eyes,        | États-Unis       | Metalcore, metalcore mélodique                                                                          |
| Believer,                 | États-Unis       | Thrash metal,, speed metal,, metal progressif, metal symphonique                                        |
| Blessed by a Broken Heart | Canada           | Metalcore, glam metal                                                                                   |
| Blessthefall              | États-Unis       | Metalcore                                                                                               |
| Confide                   | États-Unis       | Metalcore                                                                                               |
| Crimson Moonlight,        | Suède            | Unblack metal                                                                                           |
| Demon Hunter,             | États-Unis       | Metalcore,, metal alternatif, nu metal, groove metal                                                    |
| Demoniciduth              | Suisse           | Unblack metal,, death metal, thrash metal                                                               |
| Destroy the Runner,       | États-Unis       | Metalcore,, nu metal                                                                                    |
| The Devil Wears Prada,    | États-Unis       | Metalcore,                                                                                              |
| Disciple                  | États-Unis       | Metal alternatif                                                                                        |
| Divinefire                | Suède / Finlande | Metal symphonique, power metal                                                                          |
| Drottnar                  | Norvège          | Unblack metal, death metal, doom metal, viking metal                                                    |
| Extol,                    | Norvège          | Death metal,, metal progressif, unblack metal                                                           |
| Family Force 5            | États-Unis       | Nu metal, rap metal                                                                                     |
| Fit for a King            | États-Unis       | Metalcore                                                                                               |
| Flyleaf                   | États-Unis       | Nu metal,, metal alternatif                                                                             |
| For Today,                | États-Unis       | Metalcore,                                                                                              |
| Frost Like Ashes,         | États-Unis       | Unblack metal, death metal                                                                              |
| Guardian                  | États-Unis       | Glam metal,, heavy metal                                                                                |
| Haste the Day,            | États-Unis       | Metalcore,                                                                                              |
| HB                        | Finlande         | Metal symphonique                                                                                       |
| Horde                     | Australie        | Unblack metal                                                                                           |
| Iahweh                    | Brésil           | Heavy metal                                                                                             |
| Chris Impellitteri        | États-Unis       | Metal néo-classique                                                                                     |
| Inevitable End            | Suède            | Death metal                                                                                             |
| Jacobs Dream,             | États-Unis       | Power metal,, metal progressif                                                                          |
| Living Sacrifice,         | États-Unis       | Death metal,, thrash metal,, metalcore, grindcore                                                       |
| Mantric                   | Norvège          | Metal progressif                                                                                        |
| Memphis May Fire          | États-Unis       | Metalcore                                                                                               |
| Miseration,               | Suède            | Death metal mélodique,, brutal death metal                                                              |
| Morphia                   | Pays-Bas         | Doom metal,, death-doom, metal gothique, metal symphonique                                              |
| Mortification,            | Australie        | Death metal,, grindcore,, thrash metal,, power metal                                                    |
| Narnia,                   | Suède            | Power metal,, metal néo-classique                                                                       |
| No Innocent Victim        | États-Unis       | Metalcore                                                                                               |
| Norma Jean,               | États-Unis       | Metalcore,, mathcore, metal alternatif, metal progressif, metalcore mélodique, post-metal, sludge metal |
| Oficina G3                | Brésil           | Metal progressif, heavy metal, nu metal                                                                 |
| Oh, Sleeper               | États-Unis       | Metalcore,                                                                                              |
| Opprobrium                | États-Unis       | Death metal                                                                                             |
| Pantokrator,              | Suède            | Death metal,                                                                                            |
| Paramaecium               | Australie        | Doom metal,                                                                                             |
| Petra                     | États-Unis       | Heavy metal,                                                                                            |
| Pillar,                   | États-Unis       | Nu metal,, metal alternatif                                                                             |
| P.O.D.,                   | États-Unis       | Nu metal,, rap metal, metal alternatif                                                                  |
| Project 86,               | États-Unis       | Nu metal,                                                                                               |
| Red,                      | États-Unis       | Metal alternatif, nu metal                                                                              |
| Rob Rock                  | États-Unis       | Power metal                                                                                             |
| Sacrificium               | Allemagne        | Death metal                                                                                             |
| Seventh Angel             | Royaume-Uni      | Thrash metal,                                                                                           |
| Seventh Avenue,           | Allemagne        | Power metal,                                                                                            |
| Signum Regis              | Slovaquie        | Power metal                                                                                             |
| Sinbreed                  | Allemagne        | Power metal                                                                                             |
| Skillet                   | États-Unis       | Nu metal, metal symphonique                                                                             |
| Slechtvalk,               | Pays-Bas         | Unblack metal, viking metal                                                                             |
| Soul Embraced             | États-Unis       | Death metal,                                                                                            |
| Stavesacre                | États-Unis       | Thrash metal,, metal alternatif                                                                         |
| Still Remains             | États-Unis       | Metalcore                                                                                               |
| Stryper,                  | États-Unis       | Glam metal,                                                                                             |
| Theocracy,                | États-Unis       | Metal progressif,, power metal,                                                                         |
| Thousand Foot Krutch      | Canada           | Nu metal, rap metal                                                                                     |
| Tourniquet,               | États-Unis       | Thrash metal,, speed metal, death metal, metal néo-classique, metal progressif, power metal             |
| Trouble                   | États-Unis       | Doom metal,                                                                                             |
| Ultimatum                 | États-Unis       | Thrash metal,                                                                                           |
| Underoath,                | États-Unis       | Metalcore,, deathcore, black metal                                                                      |
| Vaakevandring             | Norvège          | Unblack metal                                                                                           |
| Vengeance Rising,         | États-Unis       | Thrash metal,                                                                                           |
| Virgin Black,             | Australie        | Metal gothique,, doom metal, metal symphonique, dark metal                                              |
| War of Ages               | États-Unis       | Metalcore,                                                                                              |
| Brian Welch               | États-Unis       | Nu metal                                                                                                |
| Whitecross                | États-Unis       | Glam metal, pop metal, heavy metal                                                                      |
| Zao                       | États-Unis       | Metalcore, death metal                                                                                  |

### Ouvrages
- (en) Steven Baur (dir.), Raymond Knapp (dir.) et Jacqueline Warwick (dir.), Musicological Identities : Essays in Honor of Susan McClary, Aldershot/Burlington, VT, Ashgate, 2016 (1re éd. 2008), 264 p. (ISBN 978-0-7546-6302-7, lire en ligne).
- (en) Jay R. Howard, « Contemporary Christian Music », dans David Horn et John Shepherd (dir.), Continuum Encyclopedia of Popular Music of the World, vol. 8: Genres: North America, Continuum, 2012 (ISBN 978-1-4411-4874-2, lire en ligne), p. 144–147.
- (en) Marcus Moberg, Christian Metal: History, Ideology, Scene, Bloomsbury Publishing, 2015 (ISBN 978-1-47257-986-7, lire en ligne).
- Esychia Pneuma, White Metal : Du bruit pour l'homme en croix, Camion Blanc, 2014 (ISBN 978-2-35779-499-3, lire en ligne).
- (en) Mark Allan Powell, Encyclopedia of Contemporary Christian Music, Hendrickson Publisher, 2002, 1re éd. (ISBN 1-56563-679-1, lire en ligne).
- (en) Garry Sharpe-Young, New Wave of American Heavy Metal, Zonda Books Limited, 2005 (ISBN 0-9582684-0-1, lire en ligne).
- (en) Eric Strother, Unlocking the Paradox of Christian Metal Music, University of Kentucky, 2013 (lire en ligne [PDF]).
- (en) John J. Thompson, Raised by Wolves: the Story of Christian Rock & Roll, ECW Press, 2000 (ISBN 1-55022-421-2, lire en ligne).
- (en) Jeremy Wallach (dir.), Harris M. Berger (dir.) et Paul D. Greene (dir.), Metal Rules the Globe: Heavy Metal Music Around the World, Duke University Press, 2011 (ISBN 978-0-8223-4733-0, lire en ligne).
- (en) Deena Weinstein, Heavy Metal: The Music and Its Culture, Da Capo Press, 2000 (1re éd. 1991) (ISBN 0-306-80970-2).